# برج حمود
بُرجْ حَمّود (به عربی: برج حمود) (به ارمنی: Պուրճ Համուտ) منطقه‌ای ارمنی‌نشین در شمال شرق و بخش بیرونی شهر بیروت در قضاء المتن در لبنان است. بازماندگان نسل‌کشی ارامنه در این منطقه، بخش بیرونی بیروت مسکن گزیدند.